# Honnørbrygga

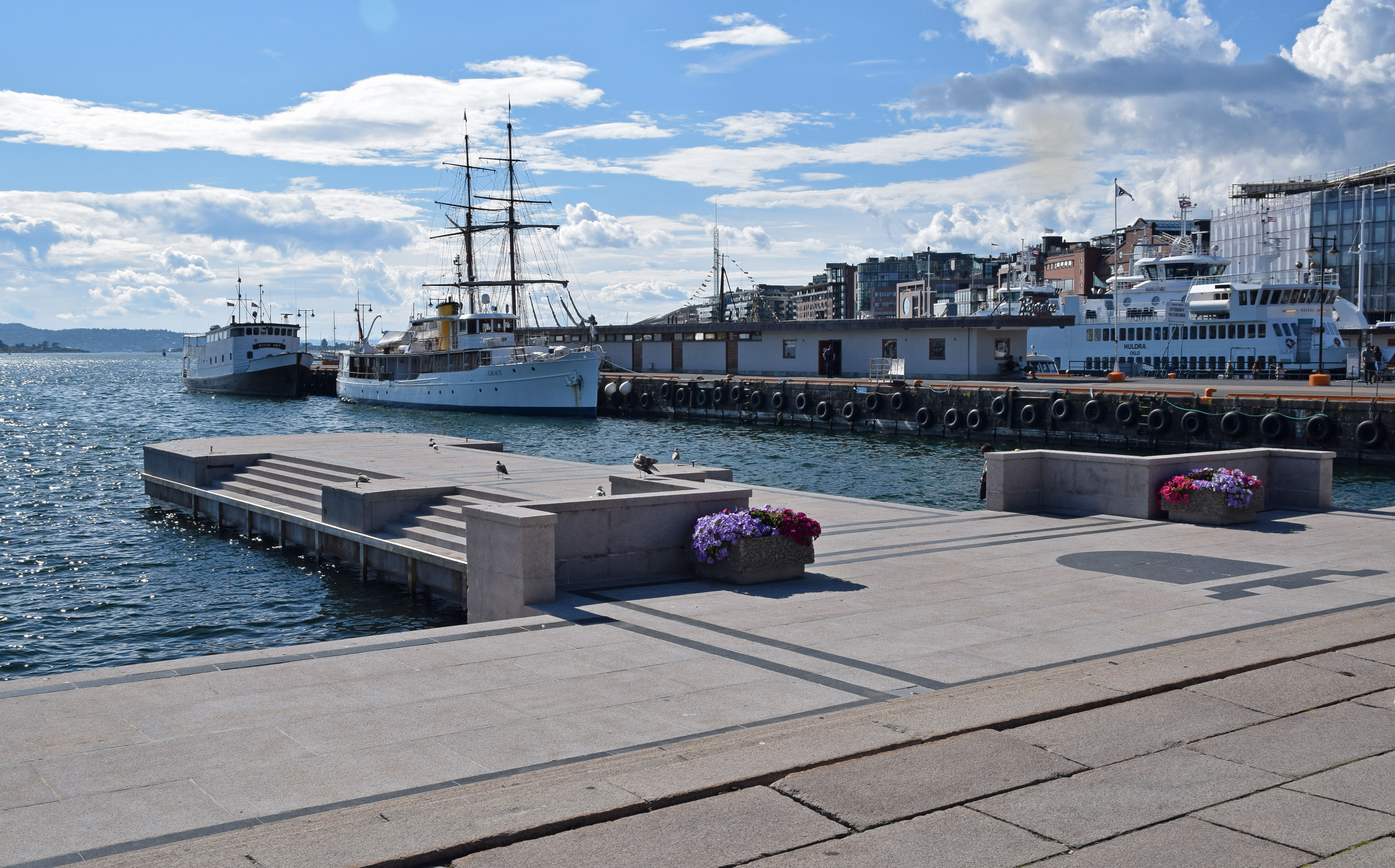
Honnørbrygga med Rådhusbrygge 4 och Aker brygge i bakgrunden, 2014

Honnørbrygga är den mittersta och kortaste piren av Rådhusbryggorna vid Rådhusplassen och Pipervika i Oslo. Den har trappor mot havet på bägge sidor och används vid officiella mottaganden av statsöverhuvuden som kommer till Oslo sjövägen.   
Efter det att den första Honnørbrygga färdigställts 1887, flyttades ceremonierna i samband med  officiella besök sjövägen från Bjørvika till Pipervika. Den första hederspiren invigdes vid ett statsbesök av kejsar Wilhelm II av Tyskland 1890. Den nuvarande blev färdig 1940 och invigdes den 7 juni 1945, då kong Haakon mottogs efter kungafamiljens exil i Storbritannien under andra världskriget.
Piren är femtio meter lång, och vattendjupet är 1,6 – 2,4 meter, varför passagerare från större fartyg får gå iland via mindre barkasser.
År 2020 invigdes ljudinstallationen Untuned Bell av A K Dolven på kajen vid Honnørbrygga.
Honnørbrygga är kulturminne.

## Bildgalleri

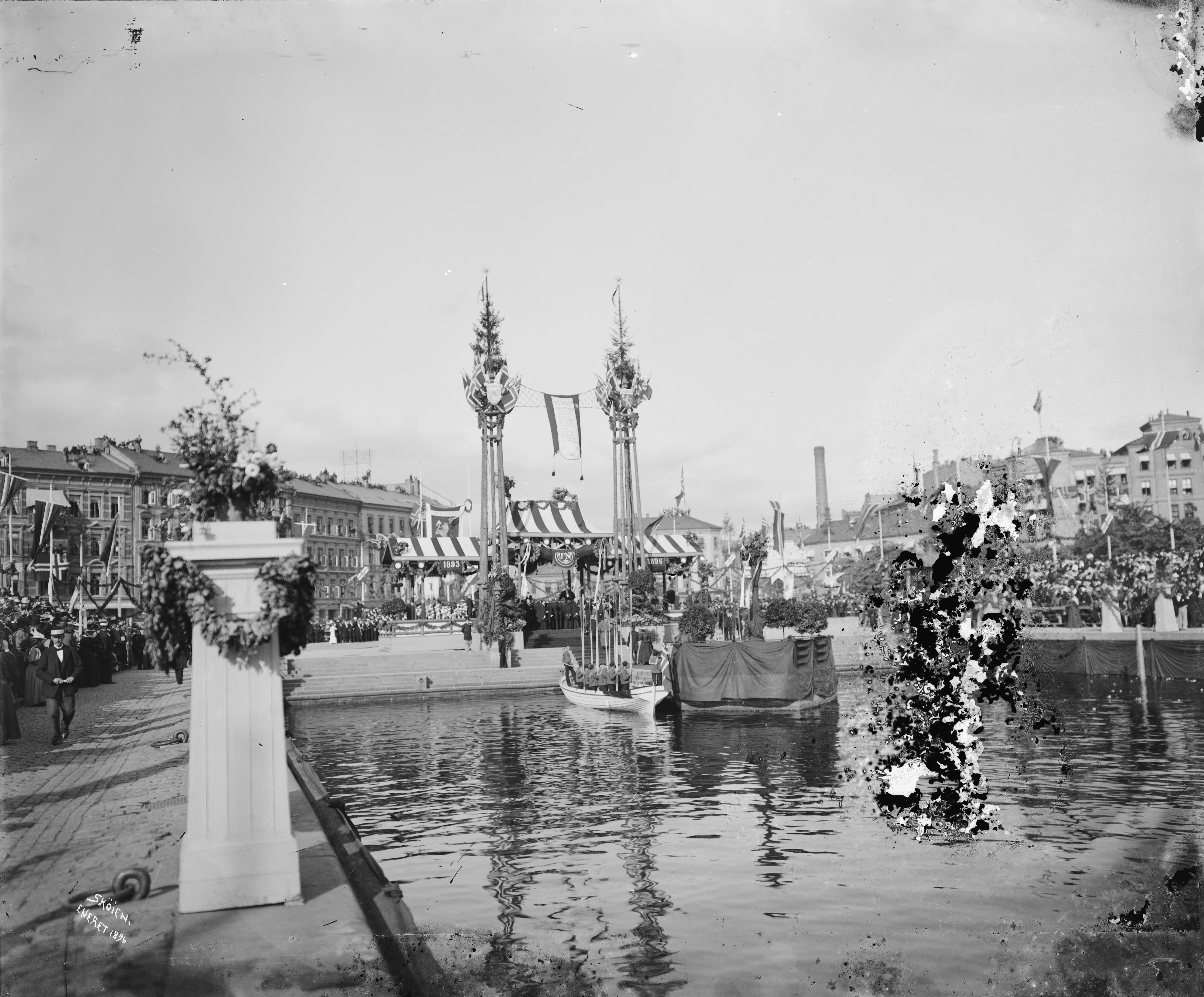
Polarfararen Fridtjof Nansen och hans besättning mottas som folkhjältar på Honnørbrygga september 1896 efter Nansens Framexpedition.
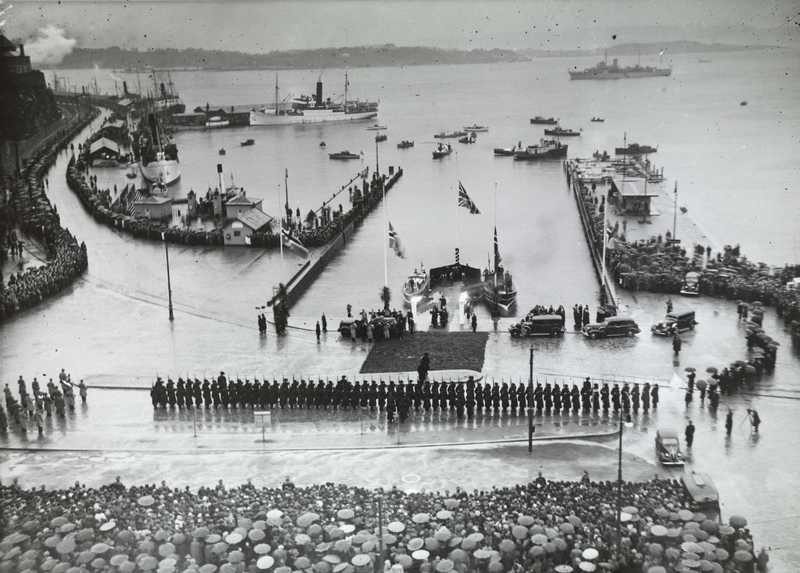
Väntan vid Honnørbrygga  på stoftet av Drottning Maud, som dog i London 1938. Det fördes till Norge med slagskeppet HMS Royal Oak. Marinfartyget till ankars är minfartyget Olav Tryggvason.
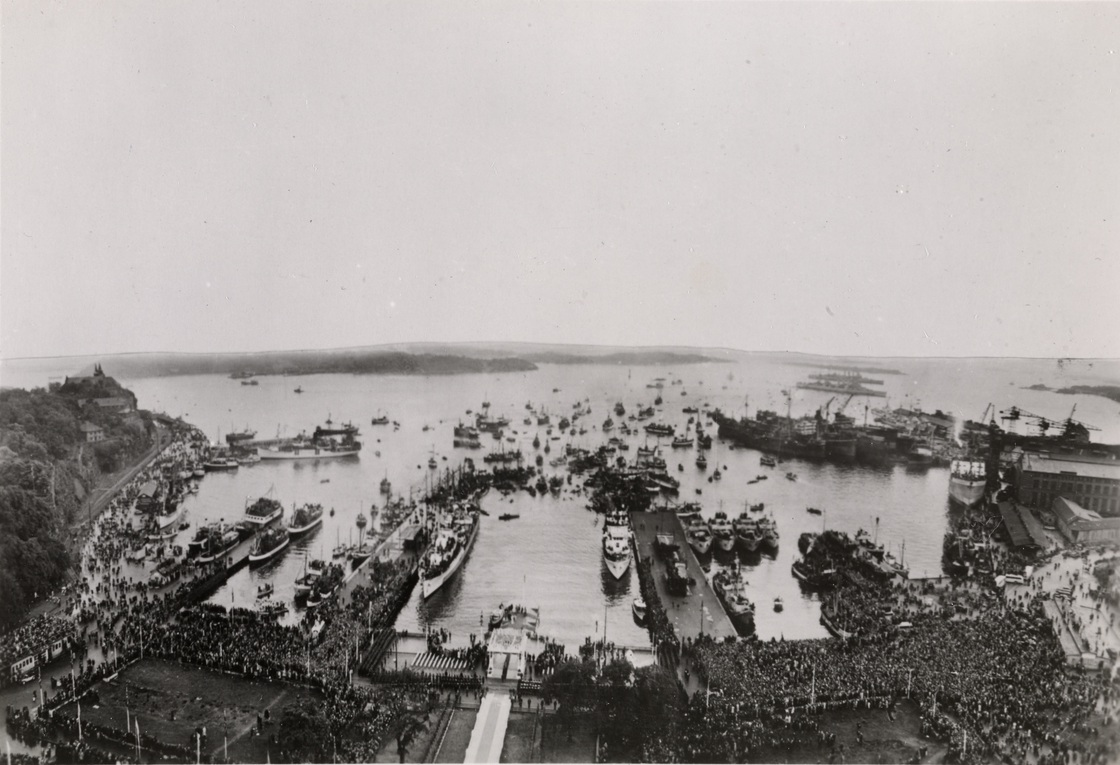
Mottagande av kong Haakon på Honnørbrygga den 7 juni 1945
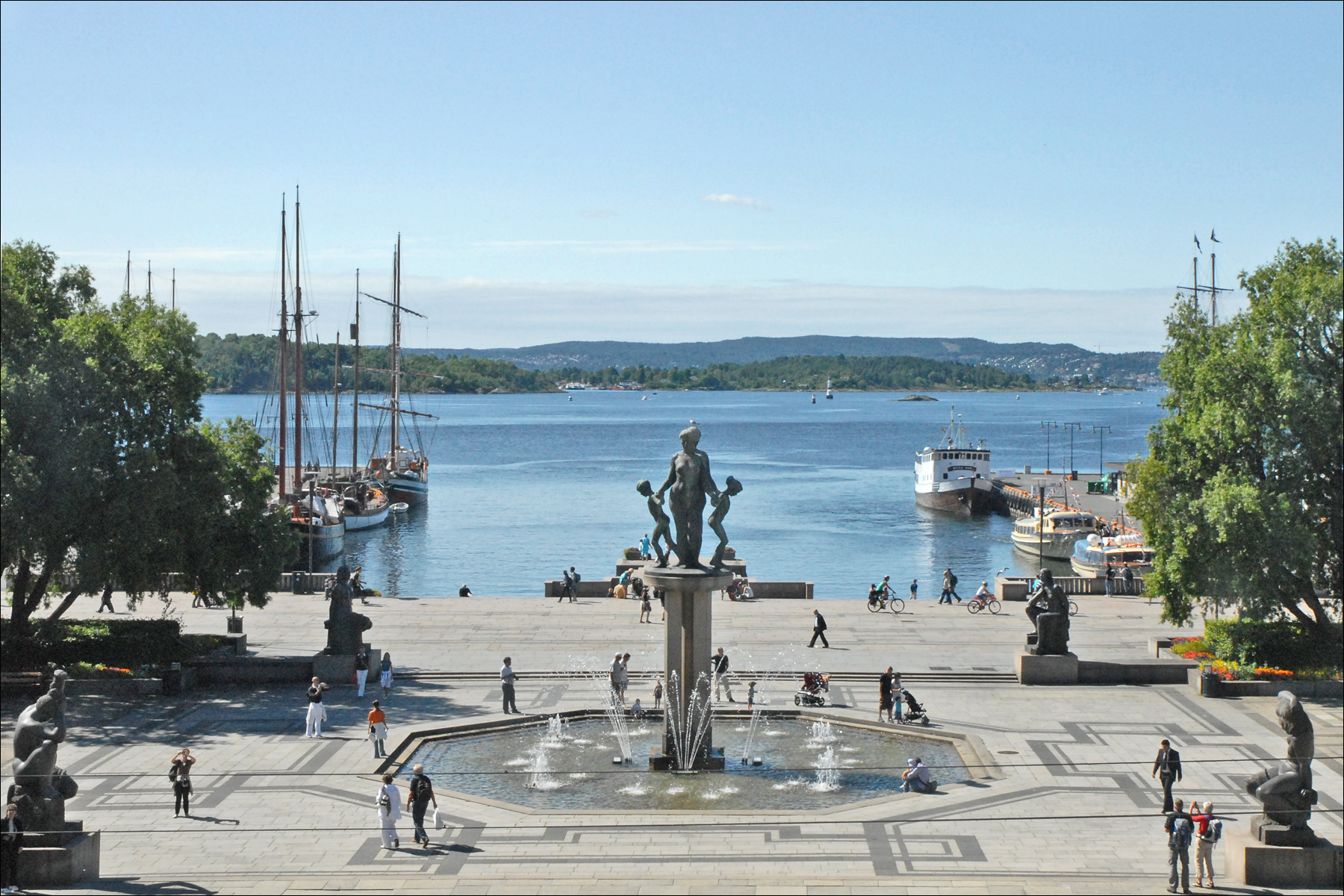
Skulpturparken Synken, med bland andra en fontänskulptur av Emil Lie, på Rådhusplassen med Honnørbrygga mot vattet.
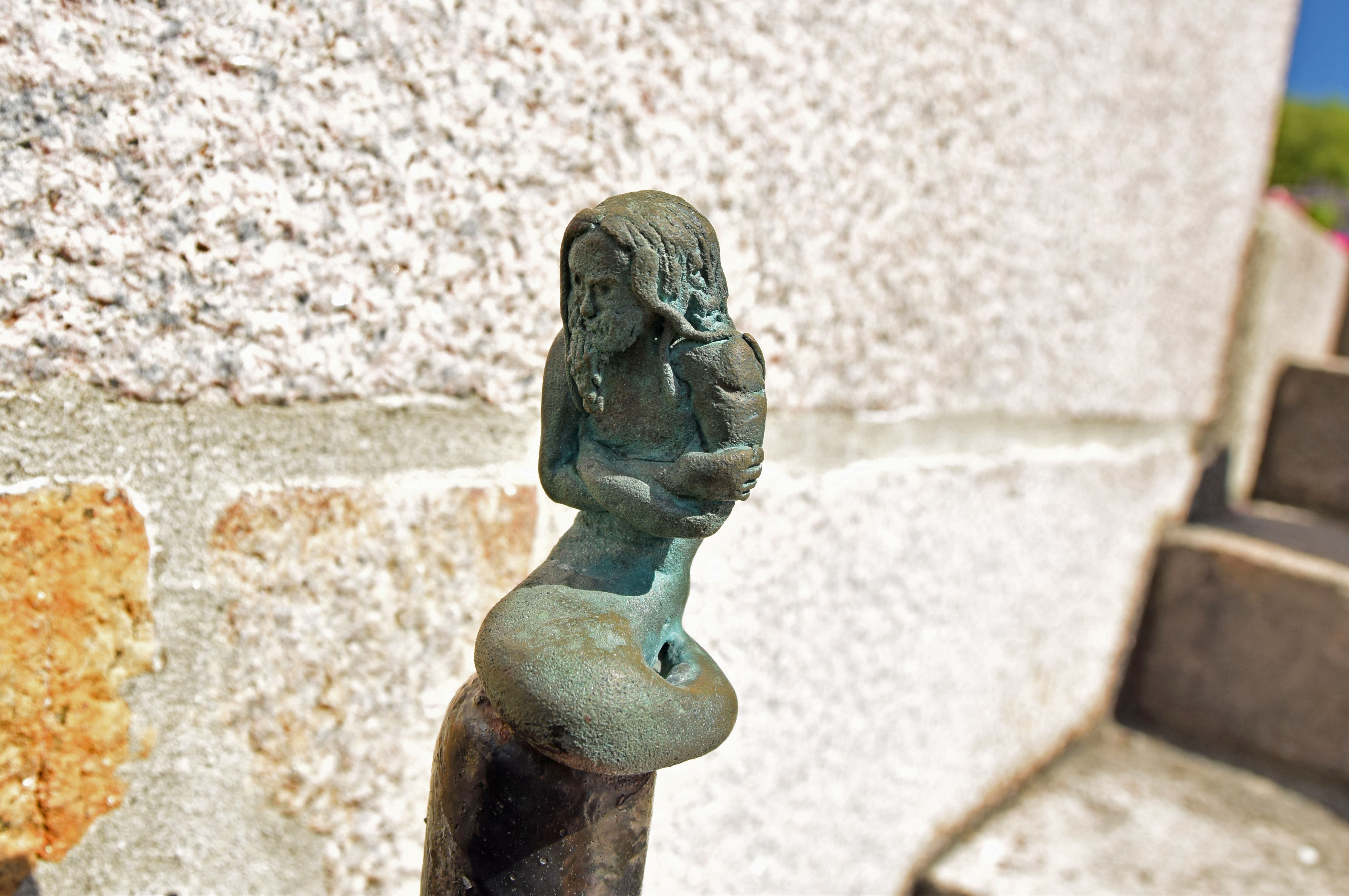
En sjöjungfru i brons vid Honnørbrygga